# C.R.E.A.M.
C.R.E.A.M., acronimo per Cash Rules Everything Around Me, è un brano musicale del collettivo hip hop Wu Tang Clan, estratto come secondo singolo dal loro primo album di inediti, Enter the Wu-Tang (36 Chambers), e pubblicato nel gennaio del 1994. Raggiunse la posizione nº32 della classifica Hot R&B/Hip-Hop Songs e la nº60 della Billboard Hot 100.
Il brano venne prodotto da RZA campionando la canzone As Long As I've Got You, composta nel 1967 dal gruppo canoro afroamericano conosciuto come The Charmels.
La rivista Rolling Stone ha classificato il singolo all'11º posto tra le migliori canzoni rap di tutti i tempi e VH1 lo ha posizionato al numero 13.
Ottenne il disco d'oro nel 2009, ben 15 anni dopo la sua prima pubblicazione.
Compare in molti film, tra questi in una scena di Straight Outta Compton e di All Eyez on Me. È possibile ascoltarla anche nel videogioco Watch Dogs ed in una scena di Narcos nell’episodio “Follow the Money” della terza stagione.

## Classifiche
| Classifica (1994)              | Massima posizione |
| ------------------------------ | ----------------- |
| US Billboard Hot 100           | 60                |
| US Billboard Hot Black Singles | 32                |